# Museum van Decoratieve Kunsten (Barcelona)
Het Museum van Decoratieve Kunsten (Catalaans: Museu de les Arts Decoratives) is een museum in Barcelona. Dit historische museum heeft een collectie Europese decoratieve kunst van de middeleeuwen tot de industriële revolutie. In 1995 werd het museum uitgebreid met design. Het is daarmee het eerste museum dat gericht is op het behoud en de tentoonstelling van Spaans industrieel design. De collecties variëren van industriële vormgeving en decoratieve kunstvoorwerpen, die schenkborden, serveertafels, meubels, behang, klokken, tapijten en glaswerk bevat.
Samen met het Textiel en kledingmuseum (Museu Tèxtil i d'Indumentària) maakt het deel uit van de Design Hub (Disseny Hub Barcelona). Oorspronkelijk zat deze hub in het Koninklijk Paleis van Pedralbes (Palau Reial de Pedralbes) in Barcelona.[1] Deze Design Hub is sinds 2008 gevestigd in Plaça de les Glòries Catalanes 37, Barcelona, Spanje

## Geschiedenis
Het museum opende in 1932 in het Palau Reial de Pedralbes. De oorsprong ervan dateert echter van eerder, namelijk van de Wereldtentoonstelling van 1888 gehouden in Barcelona. Na dit evenement bracht de gemeenteraad verschillende collecties onder in nieuwe museums en culturele centra. In 1902 kreeg het Museum van Decoratieve Kunst en Archeologie (Museu d'Art Decoratiuni Arqueològic) onderdak in het oude wapenmagazijn van de citadel. Josep Puig, architect en bouwkundig adviseur van Barcelona ontwierp en plande het museum over de gehele linie.
In 1932 onderging het museum een complete herstructurering. De collecties werden verplaatst naar Montjuïc en maakten deel uit van het Nationale kunstmuseum van Catalonië enerzijds en het Museum voor Archeologie van Catalonië anderzijds. Objecten die niet klasseerbaar waren onder Schone Kunsten of archeologisch materiaal, werden bij besluit van de Junta de Museus (een bestuursraad) ondergebracht in het Paleis van Pedralbes en vormde het Museum voor Decoratieve Kunst.
In 1936, bij het uitbreken van de Spaanse Burgeroorlog, werd het museum gesloten en dook gedurende het conflict onder in Olot. Na de oorlog werd het Pedralbes Paleis de residentie van het nieuwe staatshoofd van Barcelona, Francisco Franco Bahamonde, zodat het Museum van Decoratieve Kunsten zijn zetel verloor. In 1949 heropende het museum op een nieuwe locatie, het Paleis Virreina, waar de tentoonstellingsruimten op een gelijkaardige manier werden georganiseerd. De collectie van het museum groeide met de toevoeging van verschillende collecties, zoals het meubels uit de collectie van Matias Muntadas, of meubelwerk van Francesc Vidal uit de collectie Bertrand i Mata.
In 1985 kreeg Virreina een nieuwe gemeentelijke bestemming en het Museum van Decoratieve Kunsten sloot de deuren. De collecties verhuisden terug naar het paleis van Pedralbes en werden voor een decennium opgeslagen. In 1995 heropende het museum; de tentoonstellingsruimten (van het paleis van Pedralbes) werden hersteld, en een belangrijke nieuwe collectie voor collectie van Spaans industrieel design geïntegreerd.
Het museum is ondergebracht in het Museu del Disseny de Barcelona aan de Plaça de les Glòries Catalanes.